# Kriftel
Kriftel é um município da Alemanha, situado no distrito de Main-Taunus, no estado de Hesse. Tem 6,76 km² de área, e sua população em 2019 foi estimada em 11.220 habitantes.